# Ludwig Mahnert
Ludwig Mahnert (* 27. August 1874 in Hamm; † 17. Juli 1943 in Innsbruck) war ein deutsch-österreichischer Schriftsteller und evangelischer Geistlicher.

## Leben
Als Sohn eines Faktors und späteren Redakteurs geboren, studierte Mahnert nach dem Besuch des Gymnasiums Evangelische Theologie in Halle und Bonn. Während seines Studiums in Halle wurde er 1892 Mitglied der Burschenschaft Alemannia auf dem Pflug. 1897 arbeitete er als Hauslehrer in Wiesbaden. 1898 und 1899 legte er seine theologischen Examina in Münster ab und war dann bis 1900 als Lehrer in Lengerich tätig.
1900 zog er in die Steiermark, wo er als Personalvikar in Marburg mit Amtssitz in Mahrenberg gewählt wurde. Nachdem er die Staatsbürgerschaft erhalten hatte, wurde diese Wahl 1901 bestätigt und er in sein Amt eingeführt. 1901 wurde er Ehrenmitglied der Grazer akademischen Burschenschaft Frankonia. 1903 wurde er zum Pfarrer in Marburg/Drau gewählt. Er war in der Los-von-Rom-Bewegung und im "Volkstumskampf" gegen die Slowenen aktiv. 1913 wurde er in Wien zum Dr. theol. promoviert. 1913 wurde er Konseniorstellvertreter des Steierischen Seniorats.
Am Ersten Weltkrieg nahm er als Feldkurat teil, mit Einsätzen an der Isonzofront und in Südtirol. 1918 wurde er nach einer Rede verhaftet, die er am Grab eines Offiziers gehalten hatte, der am Marburger Blutsonntag erschossen worden war. Eine Woche später kam er wieder frei und floh nach Graz. Dort übernahm er Vertretungsdienste an der Heilandskirche und wohnte im Peggauer Pfarrhaus. 1919 wurde er Pfarrer in Mürzzuschlag. 1923 zog er nach Innsbruck, wo er als Personalvikar eingesetzt war, bevor er 1924 die 2. Pfarrstelle übernahm und später 1. Pfarrer wurde. Er war als "deutschnationaler" Redner bekannt, so war er Festredner auf dem Burschentag der Deutschen Burschenschaft 1927 in Eisenach und Redner bei einem Festkommers in Berlin.
Im Zuge des Juliputschs wurde er 1934 verhaftet. Die Aufnahme in die NSDAP wurde ihm wegen seiner kirchlichen Tätigkeit jedoch verweigert. 1943 ging er in den Ruhestand.
Hermann Mahnert, Detlev Mahnert sen., Klaus Mahnert waren seine Söhne.

## Veröffentlichungen (Auswahl)
- Die Hungerglocke. Ein Roman aus der steirischen Los von Rom-Bewegung. 5. Auflage Stuttgart 1922.
- Gedichte. Stuttgart 1922.
- Stille Nacht, heilige Nacht! Ein Krippenspiel und allerhand Weihnachtliches. Stuttgart 1925.
- Das Evangelium in Tirol. Leipzig 1929.
- Luther und sein Wappen. Leipzig 1930.